# Bourreria teitensis
Bourreria teitensis là loài thực vật có hoa trong họ Mồ hôi. Loài này được (Gürke) Thulin mô tả khoa học đầu tiên năm 1987.